# Geminus (cráter)
Geminus es un cráter de impacto que se encuentra cerca de la extremidad noreste de la zona visible de la Luna. En esta posición el cráter aparece de forma oval, debido a la perspectiva, pero en realidad su forma es prácticamente circular. Cráteres cercanos notables son Messala al noreste, Bernoulli hacia el este, y Burckhardt y Cleomedes al sur.
|  |

El borde circular de Geminus contiene una serie de muescas externas, particularmente en el norte y el este. El material expulsado del cráter es todavía visible en el entorno exterior del brocal, pero cualquier sistema de marcas radiales depositado durante el impacto ha sido borrado por la erosión espacial. La pared interior es amplia, extensa y presenta una serie de terrazas, aunque estos elementos aparecen difuminados debido a la erosión motivada por otros impactos. No existen cráteres notables en la plataforma interior, pero si posee una fina y larga cresta central próxima al punto medio del cráter y un par de hendiduras fácilmente observables.

## Cráteres satélite
Por convención estos elementos son identificados en los mapas lunares poniendo la letra en el lado del punto medio del cráter que está más cerca de Geminus.
|         | \| Geminus \| Coordenadas \| Diámetro \| \| ------- \| ---------------------------- \| -------- \| \| A \| 31°30′N 51°48′E / 31.5, 51.8 \| 15 km \| \| B \| 34°12′N 52°18′E / 34.2, 52.3 \| 10 km \| \| C \| 33°54′N 58°42′E / 33.9, 58.7 \| 16 km \| \| D \| 30°36′N 47°24′E / 30.6, 47.4 \| 16 km \| \| E \| 33°30′N 48°30′E / 33.5, 48.5 \| 67 km \| \| F \| 32°06′N 51°06′E / 32.1, 51.1 \| 22 km \| \| G \| 30°48′N 48°36′E / 30.8, 48.6 \| 14 km \| \| H \| 31°36′N 48°54′E / 31.6, 48.9 \| 15 km \| \| M \| 31°54′N 48°30′E / 31.9, 48.5 \| 11 km \| \| N \| 31°24′N 47°42′E / 31.4, 47.7 \| 24 km \| \| W \| 34°18′N 47°24′E / 34.3, 47.4 \| 6 km \| \| Z \| 30°42′N 46°42′E / 30.7, 46.7 \| 26 km \| |          |
| Geminus | Coordenadas | Diámetro |
| A       | 31°30′N 51°48′E / 31.5, 51.8 | 15 km    |
| B       | 34°12′N 52°18′E / 34.2, 52.3 | 10 km    |
| C       | 33°54′N 58°42′E / 33.9, 58.7 | 16 km    |
| D       | 30°36′N 47°24′E / 30.6, 47.4 | 16 km    |
| E       | 33°30′N 48°30′E / 33.5, 48.5 | 67 km    |
| F       | 32°06′N 51°06′E / 32.1, 51.1 | 22 km    |
| G       | 30°48′N 48°36′E / 30.8, 48.6 | 14 km    |
| H       | 31°36′N 48°54′E / 31.6, 48.9 | 15 km    |
| M       | 31°54′N 48°30′E / 31.9, 48.5 | 11 km    |
| N       | 31°24′N 47°42′E / 31.4, 47.7 | 24 km    |
| W       | 34°18′N 47°24′E / 34.3, 47.4 | 6 km     |
| Z       | 30°42′N 46°42′E / 30.7, 46.7 | 26 km    |